# Eurazeo
Eurazeo er en fransk investeringsvirksomhed, der blev etableret ved en fusion mellem Azeo og Eurafrance i 2001. Virksomheden har hovedkvarter i Paris. Deres samlede aktiver under forvaltning har en værdi af 25,6 mia. euro og er investeret i 450 virksomheder.